# Episodi di Mighty Med - Pronto soccorso eroi (seconda stagione)
La seconda stagione della serie televisiva Mighty Med - Pronto soccorso eroi viene trasmessa in prima visione assoluta negli Stati Uniti sul canale Disney XD dal 20 ottobre 2014. In Italia la seconda stagione verrà trasmessa a partire dal 27 aprile 2015 su Disney XD.
| nº | Titolo originale                   | Titolo italiano                    | Prima TV USA     | Prima TV Italia  |
| -- | ---------------------------------- | ---------------------------------- | ---------------- | ---------------- |
| 1  | How the Mighty Med Have Fallen     | Mighty Med in pericolo             | 20 ottobre 2014  | 27 aprile 2015   |
| 1  | How the Mighty Med Have Fallen     | Mighty Med in pericolo             | 20 ottobre 2014  | 28 aprile 2015   |
| 2  | Lair, Lair                         | La Normo-festa di Halloween        | 24 ottobre 2014  | 29 aprile 2015   |
| 3  | Mighty Mole                        | La talpa                           | 3 novembre 2014  | 30 aprile 2015   |
| 4  | The Claw Prank Redemption          | Il vendica-scherzo                 | 10 novembre 2014 | 5 maggio 2015    |
| 5  | Do You Wanna Build a Lava Man?     | Facciamo un pupazzo di lava?       | 1º dicembre 2014 | 6 maggio 2015    |
| 6  | Storm's End                        | Fine dei giochi                    | 5 gennaio 2015   | 7 maggio 2015    |
| 7  | Future Tense                       | Noi nel futuro                     | 12 gennaio 2015  | 11 maggio 2015   |
| 8  | Stop Bugging Me                    | Basta spiarmi                      | 4 marzo 2015     | 8 maggio 2015    |
| 9  | Less Than Hero                     | Il torneo di Dance Dance Superhero | 11 marzo 2015    | 12 maggio 2015   |
| 10 | Oliver Hatches the Eggs            | Mamma Oliver                       | 25 marzo 2015    | 19 ottobre 2015  |
| 11 | Sparks Fly                         | Volano scintille                   | 1º aprile 2015   | 20 ottobre 2015  |
| 12 | Wallace and Clyde: A Grand Day Out | Wallace e Clyde in libertà         | 8 aprile 2015    | 21 ottobre 2015  |
| 13 | The Key to Being a Hero            | Come diventare un supereroe        | 15 aprile 2015   | 22 ottobre 2015  |
| 14 | New Kids Are the Docs              | Due Normo pericolosi               | 1 luglio 2015    | 23 ottobre 2015  |
| 15 | It's a Matter of Principal         | Un preside pericoloso              | 8 luglio 2015    | 26 ottobre 2015  |
| 16 | Living the Dream                   | Un sogno o un incubo?              | 15 luglio 2015   | 27 ottobre 2015  |
| 17 | Lab Rats vs. Mighty Med            | Lab Rats vs. Mighty Med            | 22 luglio 2015   | 19 dicembre 2015 |
| 18 | Thanks for the Memory Drives       | Chi è Mr. Terrore?                 | 12 agosto 2015   | 28 ottobre 2015  |
| 19 | The Dirt on Kaz & Skylar           | Alla ricerca dell'Arcturion        | 19 agosto 2015   | 29 ottobre 2015  |
| 20 | The Mother of All Villians         | La vera identità di Mr. Terrore    | 9 settembre 2015 | 30 ottobre 2015  |

## Mighty Med in pericolo
- Titolo originale: How the Mighty Med Have Fallen
- Diretto da: Rich Correll
- Scritto da: Jim Bernstein & Andy Schwartz

### Trama
Kaz e Oliver finiscono imprigionati nel Mighty Max. Nel frattempo l'Annientatore e Skylar, divenuta malvagia, complottano per impossessarsi dapprima dell'ospedale e poi del mondo intero.

#### Curiosità
- Questo episodio è della durata di 1 ora, in Italia è stato diviso in due parti.
- Questo episodio è il continuo del finale della prima stagione.

## La Normo-festa di Halloween
- Titolo originale: Lair, Lair
- Diretto da: Rich Correll
- Scritto da: Mark Jordan Legan & Vincent Brown

### Trama
Oliver e Kaz cercano di entrare nel covo dell'Annientatore per sottrargli la collezione di superpoteri e restituirla ai supereroi. Intanto, Alan vuole partecipare alla sua prima Normo-festa di Halloween.

## La talpa
- Titolo originale: Mighty Mole
- Diretto da: Rob Schiller
- Scritto da: Clayton Sakoda & Ian Weinreich

### Trama
I ragazzi notano che alcuni eroi si stanno comportando in modo insolito, più precisamente: in modo malvagio. Sospettano così che all'interno dell'ospedale si annidi una talpa che collabora con l'Annientatore.

## Il vendica-scherzo
- Titolo originale: The Claw Prank Redemption
- Diretto da: Rob Schiller
- Scritto da: Stephen Engel & Vincent Brown

### Trama
Kaz e Oliver temono che Skylar stia tramando qualcosa contro di loro, ora che conoscono la sua mutata natura. Ma le cose si complicano quando Skylar invita Oliver al ballo della scuola. Intanto, Alan è vittima di uno scherzo.

## Facciamo un pupazzo di lava?
- Titolo originale: Do You Want to Build a Lava Man?
- Diretto da: Jody Margolin Hahn
- Scritto da: Stephen Engel & Mark Jordan Legan

### Trama
Oliver e Kaz partono per il pianeta d'origine di Skylar, Caldera, alla ricerca di Hapax il Vecchio, il mentore dell'Annientatore. Dovranno scalare il più alto vulcano del pianeta per sconfiggere un mostro.

## Fine dei giochi
- Titolo originale: Storm's End
- Diretto da: Jody Margolin Hahn
- Scritto da: Jim Bernstein & Andy Schwartz

### Trama
Skylar e l'Annientatore scoprono il piano dei ragazzi, ma Skylar prende coscienza che i suoi poteri sono più forti di quelli dell'Annientatore e quindi non vuole più prendere ordini da lui.

#### Curiosità
- questo è l'ultimo episodio in cui Skylar è malvagia.

## Basta spiarmi
- Titolo originale: Stop Bugging Me
- Diretto da: Jon Rosenbaum
- Scritto da: Mark Jordan Legan & Vincent Brown

### Trama
Oliver lascia il Mighty Med per partecipare ad un progetto scolastico insieme a Skylar, Alan e Gus. Intanto, Kaz è lasciato da solo a badare a un eroe malato, spiato da Oliver tramite una telecamera.

## Noi nel futuro
- Titolo originale: Future Tense
- Diretto da: Jon Rosenbaum
- Scritto da: Clayton Sakoda & Ian Weinreich

### Trama
Un uomo proveniente dal futuro fa visita ai ragazzi, rivelando di essere Kaz tra 25 anni e afferma anche di essere venuto per avvertirli che prossimamente ci sarà un malvagio che porterà distruzione: Oliver!

## Il torneo di Dance Dance Superhero
- Titolo originale: Less Than Hero
- Diretto da: Jon Rosenbaum
- Scritto da: Jim Bernstein & Mark Jordan Legan

### Trama
Horace abbassa gli standard richiesti per diventare un supereroe e Kaz lo aiuta nelle selezioni dei nuovi aspiranti al ruolo. Nel frattempo Oliver porta Skylar a una gara di ballo per fare impressione su di lei.

## Mamma Oliver
- Titolo originale: Oliver Hatches the Eggs
- Diretto da: Linda Mendoza
- Scritto da: Stephen Engel & Vincent Brown

### Trama
Oliver dovrà prendersi cura delle uova dai superpoteri di una supereroina incinta, portata al pronto soccorso. Kaz aiuterà Oliver a nascondere il suo "stato interessante" a scuola.

## Volano scintille
- Titolo originale: Sparks Fly
- Diretto da: Adam Weissman
- Scritto da: Stephen Engel & Andy Schwartz

### Trama
Kaz chiede a Spark, una giovane e coraggiosa supereroina, di diventare la sua ragazza. Intanto Skylar pensa a mezzi di sicurezza più efficaci per tenere lontano i "cattivi" dal Mighty Med.

## Wallace e Clyde in libertà
- Titolo originale: Wallace and Clyde: A Grand Day Out
- Diretto da: Rich Correll
- Scritto da: Mark Jordan Legan

### Trama
Oliver vuole riabilitare Wallace e Clyde, mentre Kaz cerca di ottenere dei superpoteri con l'aiuto di Skylar.

## Come diventare un supereroe
- Titolo originale: The Key to Being a Hero
- Diretto da: Adam Weissman
- Scritto da: Stephen Engel & Andy Schwartz

### Trama
Un supereroe decide di cedere i suoi poteri e Skylar e Kaz litigano per chi, tra loro due, dovrà ottenerli. Intanto, Oliver iscrive sua madre a un sito per incontrare l'anima gemella.

## Due Normo pericolosi
- Titolo originale: New Kids Are the Docs
- Diretto da: Stephen Engel
- Scritto da: Kenny Byerly

### Trama
Due ragazzi Gulliver e Chaz scoprono il Mighty Med e Horace li assume, minacciando Oliver e Kaz. I due nuovi dottori però stanno cercando di usare i poteri di Caduceo per resuscitare un cattivo. Intanto Skylar installa un box per i suggerimenti per aumentare il morale dello staff.

## Un preside pericoloso
- Titolo originale: It's a Matter of Principal
- Diretto da: Gregory Hobson
- Scritto da: Stephen Engel & Vincent Brown

### Trama
Jordan è sicura che i supereroi esistano nella realtà, mentre Stefanie scopre che Skylar ha una falsa identità.

## Un sogno o un incubo?
- Titolo originale: Living the Dream
- Diretto da: Shannon Flynn
- Scritto da: Jim Bernstein & Andy Schwartz

### Trama
Oliver fa un sogno che gli ispira un fumetto con protagonista Tecton. Nel frattempo Alan aiuta Horace a organizzare il matrimonio.

## Chi è Mr. Terrore?
- Titolo originale: Thanks for the Memory Drives
- Diretto da: Rich Correll
- Scritto da: Stephen Engel & Mark Jordan Legan

### Trama
Kaz, Skylar e Oliver stanno cercando una chiavetta USB che contiene informazioni molto importanti. Intanto Alan ospita una sessione di consulenza famigliare.

## Alla ricerca dell'Arcturion
- Titolo originale: The Dirt on Kaz & Skylar
- Diretto da: Linda Mendoza
- Scritto da: Amanda Steinhoff & Sarah Jeanne Terry

### Trama
Kaz e Skylar sono alla ricerca del super potente Arcturion. Nel frattempo, Oliver recluta un improbabile candidato che lo protegga da Mr. Terrore.

## La vera identità di Mr. Terrore
- Titolo originale:
- Diretto da: Rich Correll
- Scritto da: Mark Jordan Legan, Vincent Brown, Jim Bernstein  & Andy Schwartz

### Trama
Oliver è alle prese con un conflitto interiore mentre accompagna sua madre all'altare. Nel frattempo Kaz e Skylar lottano per proteggere l'Arcturion dai cattivi che vogliono impossessarsene.

#### Curiosità
- Questo è l'ultimo episodio della serie Mighty Med - Pronto soccorso eroi
- Questo è uno speciale dalla durata di 1 ora